# Samuel Girard (hockey sur glace)
Pour les articles homonymes, voir Samuel Girard et Girard.
Samuel Girard (né le 12 mai 1998 à Roberval dans la province de Québec au Canada) est un joueur professionnel canadien de hockey sur glace. Il évolue au poste de défenseur.

## Biographie
Après avoir complété sa deuxième saison avec les Cataractes de Shawinigan dans la LHJMQ, il est repêché par les Predators de Nashville au 47e rang lors du deuxième tour du repêchage d'entrée dans la LNH 2016. Il s'est démarqué durant la saison 2015-2016 en produisant 74 points en 67 matchs et remporte notamment le trophée Émile-Bouchard du meilleur défenseur de la LHJMQ.
Il parvient à intégrer l'effectif des Predators lors du début de la saison 2017-2018 après avoir impressionné l'équipe au camp d'entraînement. Il ne joue cependant que 5 matchs sur les 14 premiers des Predators avant d'être échangé le 5 novembre 2017 à l'Avalanche du Colorado en compagnie de Vladislav Kamenev et un choix de deuxième tour en 2018 dans une transaction à trois équipes, qui envoie notamment Matt Duchene aux Sénateurs d'Ottawa et Kyle Turris aux Predators. Jouant désormais au sein d'une équipe ayant moins de profondeur en défense que les Predators, il obtient plus de temps de jeu qu'à Nashville et se retrouve même à jouer sur la première paire défensive avec Erik Johnson. Le 18 novembre, la direction de l'Avalanche annonce qu'il restera avec l'équipe pour le reste de la saison.
Il remporte la Coupe Stanley 2022 avec Colorado.

## Statistiques
| Saison     | Équipe                   | Ligue      |     | Saison régulière | Saison régulière | Saison régulière | Saison régulière | Saison régulière |   | Séries éliminatoires | Séries éliminatoires | Séries éliminatoires | Séries éliminatoires | Séries éliminatoires |
| Saison     | Équipe                   | Ligue      | PJ  | B                | A                | Pts              | Pun              | PJ               | B | A                    | Pts                  | Pun                  |                      |                      |
| 2014-2015  | Cataractes de Shawinigan | LHJMQ      | 64  | 5                | 38               | 43               | 8                | 7                | 0 | 2                    | 2                    | 2                    |                      |                      |
| 2015-2016  | Cataractes de Shawinigan | LHJMQ      | 67  | 10               | 64               | 74               | 10               | 21               | 2 | 20                   | 22                   | 4                    |                      |                      |
| 2016-2017  | Cataractes de Shawinigan | LHJMQ      | 59  | 9                | 66               | 75               | 29               | 5                | 1 | 8                    | 9                    | 4                    |                      |                      |
| 2016-2017  | Admirals de Milwaukee    | LAH        | 6   | 1                | 0                | 1                | 0                | 2                | 0 | 0                    | 0                    | 2                    |                      |                      |
| 2017-2018  | Predators de Nashville   | LNH        | 5   | 1                | 2                | 3                | 2                | -                | - | -                    | -                    | -                    |                      |                      |
| 2017-2018  | Avalanche du Colorado    | LNH        | 68  | 3                | 17               | 20               | 6                | 3                | 0 | 0                    | 0                    | 0                    |                      |                      |
| 2018-2019  | Avalanche du Colorado    | LNH        | 82  | 4                | 23               | 27               | 6                | 9                | 0 | 2                    | 2                    | 0                    |                      |                      |
| 2019-2020  | Avalanche du Colorado    | LNH        | 70  | 4                | 30               | 34               | 17               | 15               | 1 | 9                    | 10                   | 6                    |                      |                      |
| 2020-2021  | Avalanche du Colorado    | LNH        | 48  | 5                | 27               | 32               | 16               | 10               | 0 | 5                    | 5                    | 2                    |                      |                      |
| 2021-2022  | Avalanche du Colorado    | LNH        | 67  | 5                | 23               | 28               | 20               | 7                | 1 | 2                    | 3                    | 0                    |                      |                      |
| 2022-2023  | Avalanche du Colorado    | LNH        | 76  | 6                | 31               | 37               | 16               | 7                | 0 | 2                    | 2                    | 2                    |                      |                      |
| 2023-2024  | Avalanche du Colorado    | LNH        | 59  | 3                | 15               | 18               | 10               | 9                | 0 | 3                    | 3                    | 0                    |                      |                      |
| Totaux LNH | Totaux LNH               | Totaux LNH | 475 | 31               | 168              | 199              | 93               | 60               | 2 | 23                   | 25                   | 10                   |                      |                      |

## Trophées et honneurs personnels

### Ligue de hockey junior majeur du Québec
- 2014-2015 :
  - nommé dans l'équipe des recrues de la LHJMQ
  - remporte le trophée Raymond-Lagacé de la meilleure recrue défensive de la LHJMQ
- 2015-2016 :
  - nommé dans la première équipe d'étoiles de la LHJMQ (1)
  - remporte le trophée Émile-Bouchard du meilleur défenseur de la LHJMQ
  - remporte le trophée Frank-J.-Selke du joueur de la LHJMQ au meilleur esprit sportif
  - nommé joueur au meilleur état d'esprit de la Ligue canadienne de hockey
- 2016-2017 : nommé dans la première équipe d'étoiles de la LHJMQ (2)

### Ligue nationale de hockey
- 2021-2022 : vainqueur de la Coupe Stanley avec l'Avalanche du Colorado